# Guadalcanal (film)
Pour plus de détails, voir Fiche technique et Distribution.
Guadalcanal (Guadalcanal Diary) est un film américain en noir et blanc réalisé par Lewis Seiler, sorti en 1943.
Le film retrace la bataille de Guadalcanal au cours de la Seconde Guerre mondiale.

## Fiche technique
- Titre : Guadalcanal
- Titre original : Guadalcanal Diary
- Réalisation : Lewis Seiler
- Scénario : Lamar Trotti, Jerome Cady, d'après le roman Guadalcanal Diary de Richard Tregaskis (1943)
- Producteur : Bryan Foy et William Goetz
- Société de production : 20th Century Fox
- Musique : David Buttolph
- Photographie : Charles G. Clarke
- Montage : Fred Allen
- Pays de production : États-Unis
- Langue : anglais
- Format : noir et blanc – 35 mm – 1.66:1 – mono (Western Electric Sound System)
- Genre : Film dramatique, Film de guerre
- Durée : 93 min
- Dates de sortie : 
  - États-Unis : 5 novembre 1943
  - France : 13 mars 1946

## Distribution
- Preston Foster : le père Donnelly
- Lloyd Nolan : le sergent-artilleur Hook Malone
- William Bendix  : le caporal Aloysius T. "Taxi" Potts
- Richard Conte : le capitaine Don Davis
- Anthony Quinn : soldat Jesus "Soose" Alvarez
- Richard Jaeckel : soldat Johnny "Chicken" Anderson
- Roy Roberts : le capitaine James Cross
- Minor Watson : le colonel Wallace E. Grayson
- Ralph Byrd : Ned Rowman
- Lionel Stander : le sergent Butch
- Reed Hadley : le correspondant de guerre/ le narrateur
- John Archer : lieutenant Thurmond
- Eddie Acuff : soldat "Tex" Mcllovy (non crédité)
- Bob Rose : soldat Sammy Kline (non crédité)